# Lill-Skärträsket
Lill-Skärträsket är en sjö i Umeå kommun i Västerbotten och ingår i Tavelåns huvudavrinningsområde. Sjön har en area på 0,0716 kvadratkilometer och ligger 202,4 meter över havet. Sjön avvattnas av vattendraget Västerån.

## Delavrinningsområde
Lill-Skärträsket ingår i det delavrinningsområde (711943-170941) som SMHI kallar för Mynnar i Tavelån. Medelhöjden är 182 meter över havet och ytan är 14,48 kvadratkilometer. Räknas de 3 avrinningsområdena uppströms in blir den ackumulerade arean 26,63 kvadratkilometer. Västerån som avvattnar avrinningsområdet har biflödesordning 2, vilket innebär att vattnet flödar genom totalt 2 vattendrag innan det når havet efter 48 kilometer. Avrinningsområdet består mestadels av skog (85 procent). Avrinningsområdet har 0,07 kvadratkilometer vattenytor vilket ger det en sjöprocent på 0,5 procent.